# Missy BK
Constance Bih Kimal, née le 31 mai 1986 à Bamenda, plus connue sous son nom de scène, Missy BK, ou encore Constance BK, est une auteure-compositrice-interprète camerounaise.

## Biographie
Elle est née et a grandi à Bamenda au Nord-Ouest du Cameroun, dans une famille de classe moyenne. Elle étudie à l'Université de Yaoundé. Au cours de ses études secondaires et universitaires, Missy commence à participer à des projets de musique et de théâtre, souhaitant très tôt se consacrer à la chanson. Elle commence sa carrière à l'âge de 16 ans à la radio. Elle anime de courtes émissions de radio telles que Bed Time Stories pour Abakwa FM et Afrique Nouvelle FM. Elle enregistre des jingles pour des radios comme Abakwa Fm, CRTV Radio et Afrique Nouvelle FM. Elle travaille avec des artistes tels que Davido, ou Meiway. 
Installée au Canada à partir des années 2010, elle  sort son premier single Set Me Free en solo en 2012. En 2013, elle participe à une compilation  de chanteuses, intitulée Women for Woman avec d'autres artistes féminines telles que Flora, Lady B, Danielle Eog Makedah, et Veeby, initiatrice de ce projet. L'album est publié le 8 mars 2013 à l'occasion de la Journée internationale de la femme.
Elle sort le single My Baby, avec Annie Anzouer, en 2014. 
Son single Set Me Free Missy remporte le prix de la meilleure artiste féminine au HNSS Excellence Award au Canada, à Montréal. Missy a fait la couverture de magazines tels que Le Montréal Africain, 100% jeune, La Tribune St Laurent et a également été interviewée à l'émission de musique africaine C'est le Moment, de la BBC,.
En 2016, elle sort l’album solo Confessions et crée une organisation caritative.Elle obtient une nomination à l’African Award Afrima au Nigeria pour la meilleure artiste féminine d'Afrique centrale cette même année. En 2017, Missy est classée parmi les 100 meilleures femmes noires à regarder au Canada par le Canada International Black Women Event (CIBWE), et signe le livre d’or de la ville de Montréal.

## Discographie

### Singles
- Set Me Free, 2012
- Mama I love you, 2013
- My Baby, 2014
- My Baby (remix) feat Annie Anzouer, 2014
- Ndolo feat iSH, 2015

### Albums
- Confessions', 2016.
- Women for Woman, 2013 (compilation avec d’autres chanteuses camerounaises)